# Anthero Montenegro
Anthero Montenegro (Recife, 17 de outubro de 1976) é um ator brasileiro.
Largou o curso de publicidade para estudar artes cênicas em Los Angeles e em Londres.
Desde 2008 é membro do Teatro Oficina Uzyna Uzona de São Paulo.

## Atuação artística
Na televisão
- 2013 - Joia Rara - Benito
- 2012 - Dercy de Verdade - Artista da trupe Maria de Castro
- 2010 - Viver a Vida - Phillip
- 2007 - A Pedra do Reino - Gustavo de Moraes

No cinema
- 2008 - Blindness
- 2007 - The Red Front - Soldado nazista
- 2002 - Passionada - Joseph Amonte
- 2000 - The Contaminated Man - Michael

Na internet
- 2013 - Quebra-Cabeças - Roberto

No teatro
- 2010 "Donisíacas", direção: Zé Celso
- 2010 "Banana Mecânica", direção: Francisco Carlos
- 2009 "O Banquete", direção: Zé Celso
- 2009 "Cacilda!! Estrela Brazyleira a Vagar, direção: Zé Celso
- 2009 "As Bacantes", direção: Zé Celso
- 2008 "Os Bandidos", direção: Zé Celso
- 2008 "Cypriano e Chantalan", direção: Marcelo Drummond
- 2008 "Taniko, O Rito do Mar", direção: Zé Celso
- 2008 "A Queda", direção: Aury Porto